# Larry Storch
Lawrence Samuel Storch (Nueva York; 8 de enero de 1923-Nueva York; 8 de julio de 2022) fue un comediante y actor estadounidense. 

## Biografía
Storch logró reconocimiento con sus papeles cómicos en televisión, incluyendo la voz del señor Whoopee en Tennessee Tuxedo and His Tales y su interpretación del soldado Randolph Agarn en la sitcom F Troop. Como humorista apareció en varios programas de variedades como Sonny and Cher, Laugh-In, Hollywood Squares, Playboy After Dark, The Ed Sullivan Show, The Tonight Show y The Hollywood Palace. Lideró su propio programa de televisión, The Larry Storch Show, con invitados como Janet Blair, Risë Stevens, Dick Haymes y Cab Calloway.
Falleció en la madrugada del 8 de julio del 2022 en su casa de Nueva York, mientras dormía.

## Filmografía

### Cine y televisión
| Año  | Título                              | Papel            | Notas          |
| ---- | ----------------------------------- | ---------------- | -------------- |
| 1951 | The Prince Who Was a Thief          |                  |                |
| 1958 | Gun Fever                           | Amigo            |                |
| 1959 | The Last Blitzkrieg                 | Ennis            |                |
| 1960 | Who Was That Lady?                  | Orenov           |                |
| 1962 | 40 Pounds of Trouble                | Floyd            |                |
| 1963 | Captain Newman, M.D.                | Gavoni           |                |
| 1964 | Wild and Wonderful                  | Rufus Gibbs      |                |
| 1964 | Sex and the Single Girl             | Policía          |                |
| 1965 | Bus Riley's Back in Town            | Howie            |                |
| 1965 | The Great Race                      | Texas Jack       |                |
| 1965 | A Very Special Favor                | Harry            |                |
| 1965 | That Funny Feeling                  | Luther           |                |
| 1969 | The Great Bank Robbery              | Juan             |                |
| 1969 | The Monitors                        | Stutz            |                |
| 1971 | Aesop's Fables                      | Rooster          | Voz, telefilme |
| 1972 | Journey Back to Oz                  | Amos             | Voz            |
| 1973 | Treasure Island                     | Capitán Smollett | Voz            |
| 1974 | Oliver Twist                        | Magistrado Fang  | Voz            |
| 1974 | Airport 1975                        | Glenn Purcell    |                |
| 1977 | The Happy Hooker Goes to Washington | Robby Boggs      |                |
| 1978 | Record City                         | Sordo            |                |
| 1980 | Without Warning                     |                  |                |
| 1981 | S.O.B.                              | Gurú             |                |
| 1982 | Fake-Out                            | Ted              |                |
| 1983 | Sweet Sixteen                       | Earl             |                |
| 1986 | The Perils of P.K.                  |                  |                |
| 1986 | A Fine Mess                         | Leopold Klop     |                |
| 1987 | Medium Rare                         |                  |                |
| 1992 | I Don't Buy Kisses Anymore          | Giora            |                |
| 1994 | The Silence of the Hams             | Sargento         |                |
| 2005 | Funny Valentine                     | Dennis           |                |
| 2005 | Bittersweet Place                   | Ira Tatz         |                |
| 2005 | The Aristocrats                     | Él mismo         |                |